# Microplophorus calverti
Microplophorus calverti là một loài bọ cánh cứng trong họ Cerambycidae.